# Snakebite

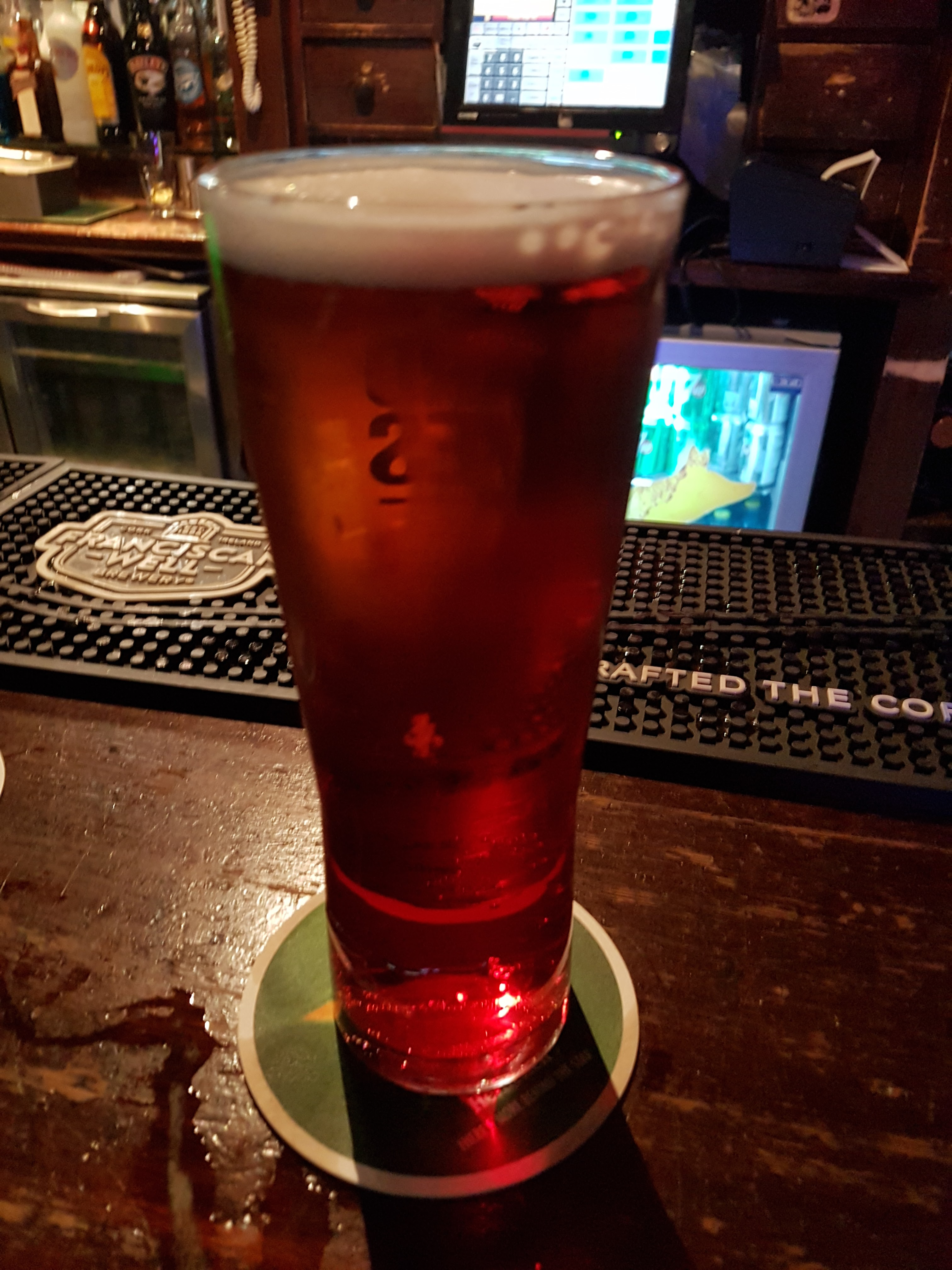
Snakebite

Snakebite eller diesel är en alkoholhaltig dryck bestående av en del öl och en del cider, ibland tillsammans med koncentrerad svartvinbärssaft.
Kallas också för "half'n'half" och snakepint. Blandas ibland med lite grenadin. 